# Volker Albrecht
Volker Albrecht (* 7. Oktober 1941 in Prag) lehrte von 1975 bis 2006 als Professor für Geographie und ihre Didaktik an der Johann-Wolfgang-Goethe-Universität Frankfurt am Main.
Seine Forschungsschwerpunkte lagen im Bereich der Mediendidaktik unter besonderer Berücksichtigung von Mensch-Umweltmodellen, Computersimulationen und E-Learning sowie in der Politischen Geographie von Grenzen und Minderheiten am Beispiel USA und Südosteuropa.